# 신시도
신시도(新侍島)는 전북특별자치도 군산시 옥도면 신시도리에 속하는 섬이다. 면적은 4.25 km2, 해안선 길이는 16.5 km로 고군산군도에서 가장 넓은 섬이다.

## 지리
섬의 동쪽에는 198 m의 월영봉이 있고, 북서쪽에 187.2 m의 대각산이 있다. 섬은 군산시 비응항으로부터 14 km 남서쪽에 있고, 동쪽이 새만금 방조제로 육지와 연결되어 있다. 마을은 새만금 방조제의 반대편인 섬의 서남쪽에 위치하고 있다.
주요 농작물로는 쌀·고구마·양파 등이 생산된다. 근해에서는 멸치·바지락·주꾸미 등이 어획되며 김 양식업이 활발하다. 남서쪽 해안에는 소규모의 염전도 있다.

### 교통
새만금방조제와 고군산군도의 주요 섬들(신시도, 무녀도, 선유도, 장자도)을 연결하는 고군산로 중 새만금방조제부터 무녀도까지의 구간이 2016년 7월 5일에 개통되었고, 2017년 12월 28일에 도로가 완전 개통되었다.

## 역사
섬 앞에 횡경도가 있어 바다 바람을 막아 주기 때문에 아늑한 곳이라는 뜻에서 지풍금, 신치(新峙), 심리(深里) 등으로 불리다가, 일제강점기에 신시도로 개칭되었다. 신라 때 최치원(崔致遠)이 신치산(新峙山, 월영봉)에 단을 쌓고 글을 읽었는데, 그 소리가 중국에까지 들렸다는 전설이 전해지고 있다.

## 교육 기관
- 신시도초등학교